# 이제호
이제호(李濟豪, 1997년 7월 10일~)는 대한민국의 축구선수이다. 포지션은 미드필더이다. 현재 서울 노원 유나이티드 FC 소속이다.